# Shigeru Ban
Pour les articles homonymes, voir Shigeru.
Shigeru Ban (坂 茂, Ban Shigeru), né le 5 août 1957 à Tokyo, est un architecte japonais, lauréat du prix Pritzker en 2014.

## Biographie
Shigeru Ban naît le 5 août 1957 à Tokyo. Il étudie à l'université des arts de Tokyo puis au Southern California Institute of Architecture (en), avant de suivre les cours de John Hejduk à l'école d'architecture de Cooper Union 1984.
Il est connu, notamment, pour ses constructions à base de tubes de carton fort, destinées par exemple à monter des habitations temporaires pour réfugiés après des catastrophes naturelles. Son travail toutefois ne se limite pas aux strictes situations d'urgence. En 2013, en Nouvelle-Zélande, est inaugurée une cathédrale de « transition », destinée à remplacer, le temps de sa reconstruction, la cathédrale de Christchurch, en grande partie détruite en 2011 par un séisme. Réponse aux situations de crises et aux menaces de catastrophes naturelles, ses recherches s'inscrivent aussi dans une tentative de repenser l'architecture et la ville.

## Principales réalisations

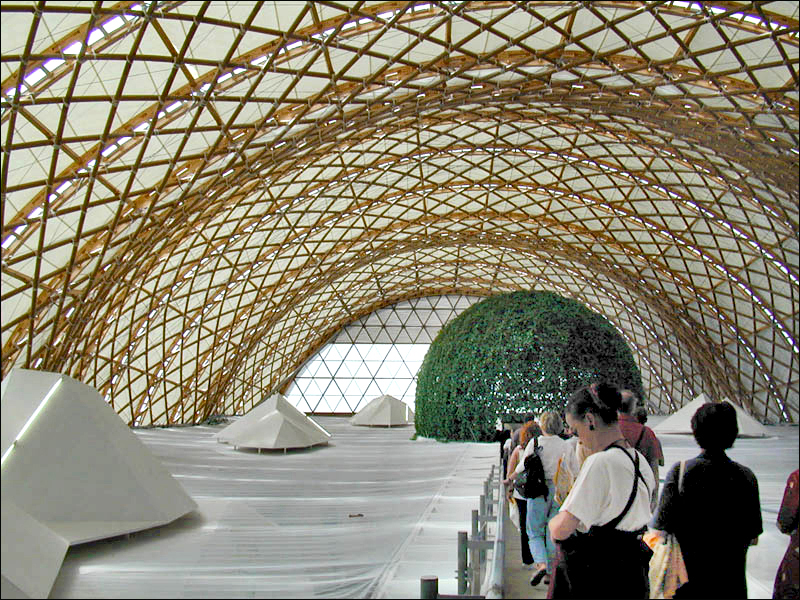
Pavillon du Japon à l'Expo 2000 de Hanovre en collaboration avec Otto Frei

- 1989 : Paper Arbor à la World Design Expo de Nagoya
- 1994 : Miyake Design Studio Gallery à Tōkyō pour le styliste Issey Miyake
- 1995 : Paper House
- 1995 : Curtain Wall House à Tōkyō
- 1995 : Paper church à Kōbe
- 1999 : Nemunoki Children's Art Museum
- 2000 : Naked House[6] à Kawagoe
- 2000 : Pavillon du Japon à l'Expo 2000 de Hanovre en collaboration avec Otto Frei
- 2000 : Paper Arch au MoMA de New York
- 2001 : Pavillon de papier au Domaine de Boisbuchet[7], Lessac, France
- 2002 : Nomadic Museum[8]
- 2004 : Terrasse du Centre Georges-Pompidou, structure destinée à recevoir  les personnes responsables du projet du nouveau Centre Pompidou-Metz d'une longueur de 34,50 mètres et d'une largeur de 4,40 mètres recouvert d'une voûte circulaire. Ensemble de 29 arches semi-circulaire, espacées de 1,20 mètre. Les nervures sont en tubes de carton. Architecte associé Jean de Gastines
- 2004 : Halle du toueur à Pouilly-en-Auxois[9] Architecte associé Jean de Gastines
- 2005 : Paper Temporary Studio
- 2005 : Cité Manifeste Pierre Zemp de Mulhouse (Haut-Rhin), ensemble de 61 logements sociaux expérimentaux confiés par la Société mulhousienne des cités ouvrières (SOMCO), à 5 agences d'architectes Jean Nouvel (AJN, Paris) ; Duncan Lewis Scape Architecture & Block (Angers, Nantes), Anne Lacaton et Jean-Philippe Vassal (Paris), Matthieu Poitevin et Pascal Reynaud (Art'M Architecture, Marseille), Shigeru Ban et Jean de Gastines (Paris). Labellisée « Architecture contemporaine remarquable » en 2022[10].
- 2006 : Structure temporaire Versailles off (Yvelines) dans le cadre du festival Versailles off. Située dans la salle de bal des jardins du château. Architecte associé Jean de Gastines.
- 2006 : Maison du projet du Centre Pompidou-Metz. Elle a ouvert ses portes le 10 juin 2006 pour présenter le projet au public, à proximité du chantier. Architecte associé Jean de Gastines
- 2006 : Pavillon temporaire Vasarely à Aix-en-Provence du 20 juillet au 21 octobre la Fondation Vasarely confie confie la tâche de rendre hommage à Cézanne et de prolonger l'engagement humaniste du fondateur de l'art optique. Structure faite de carton, de toile, d'aluminium de 9 mètres de haut et 16 mètres d'envergure. Architecte associé Jean de Gastines
- 2006 : La maison Louis Vuitton réalise une exposition pour laquelle plusieurs architectes et artistes sont invités à travailler  chacun autour d'un modèle de sac de la marque. Cette exposition est installée dans un premier temps au niveau 7 de l'immeuble Louis Vuitton des Champs-Élysées de Paris et doit être déplacée à New York et Tokyo. En travaillant autour du modèle Papillon les architectes Shigeru Ban et Jean de Gastines ont installé sur la terrasse de l'immeuble une structure temporaire type coupole en tubes de carton gainés de toile Louis Vuitton et couverte de toile PVC blanche. Les contreventements sont en cuir façon hanses du sac Papillon.
- 2007 : Passerelle temporaire vers le Pont-du-Gard, constituée de deux arches en treillis reliées entre elles par des éléments horizontaux formant le tablier. Portée de 20 mètres, hauteur de 5 mètres et une largeur de 4 mètres au centre pour 5,80 aux extrémités. La largeur de passage est de 1,40 mètre. Les deux poutres sont des treillis post-tendus, formées de tubes de carton, d'un diamètre  extérieur de 11,5 cm et une épaisseur de 19 mm, reliées par des nœuds métalliques. Architecte associé Jean de Gastines
- 2009 : Centre Pompidou - Metz[11],[12], en collaboration avec Jean de Gastines et Philip Gumuchdjian
- 2011 : Le Consortium à Dijon. Galerie d'art contemporain réhabilitation et extension d'une usine existante. Architecte associé Jean de Gastines
- 2011 : Pavillon Hermès Maison à Milan (Italie), Hermès Maison confie la scènographie de sa première présentation de mobilier contemporain en marge du Salon du Meuble de Milan à Jean de Gastines et Shigeru Ban. Ils réalisent un pavillon nomade de 214 m2 pouvant se diviser en plusieurs pièces. La structure est en tubes de carton, de quatre diamètres différents, le papier matérialise les cloisons. La hauteur peut passer de 2,80 mètres à 5 mètres.
- 2012 : La Réunion des musées nationaux commande aux architectes Shigeru Ban et Jean de Gastines un projet architectural pour la rénovation des espaces intérieurs et la réalisation de deux espaces extérieurs du musée du Luxembourg à Paris. Les architectes redessinent la billetterie, le vestiaire, les circulations et la librairie. Espace de 300 m2 avec du mobilier en tubes de carton. Un espace temporaire de 155 m2 situé au sud-ouest du musée fut construit à partir de poteaux en tubes de carton et de façades translucides en polycarbonate. Le restaurant: d'une surface de 90 m2 est situé au nord du musée, sa construction est réalisée dans les mêmes matériaux, et sa toiture est constituée d'une structure métallique recouverte d'une toile tendue.
- 2013 : Cathédrale de « transition » de Christchurch, notamment en carton[13]
- 2013 : Tamedia, siège social du groupe de presse Tamedia am Stauffacher à Zurich (Suisse), immeuble de 7 étages à structure bois ( 2 000 mètres cubes d'épicéa) et verre. Chauffage par captage des eaux souterraines. Architecte associé Jean de Gastines
- 2016 : La Seine Musicale, pour le compte du Conseil général des Hauts-de-Seine, architecte associé Jean de Gastines.
- 2017 : Mt. Fuji World Heritage Centre, en collaboration avec Arup Group[14], situé à Shizuoka (Japon).
- 2019 : Site Swatch-Oméga à Bienne (Suisse)

## Distinctions
Lauréat du prix Pritzker en 2014, Ban est conseiller pour le Haut Commissariat des Nations unies pour les réfugiés et membre du comité éditorial de la revue L'Architecture d'aujourd'hui (AA). Il est également membre de l'Académie des arts de Berlin (2006).
Il reçoit en 2022 le prix Princesse des Asturies, catégorie Concorde.
En 2024, il est lauréat du Praemium Imperiale.